# I Want You Back (filme)
I Want You Back (bra: Volta Pra Mim) é um filme de comédia romântica estadunidense de 2022 dirigido por Jason Orley a partir de um roteiro escrito por Isaac Aptaker e Elizabeth Berger. O filme é estrelado por Charlie Day e Jenny Slate como dois estranhos recém-abandonados que se unem para sabotar os novos relacionamentos de seus ex (Gina Rodriguez e Scott Eastwood). Manny Jacinto, Clark Backo e Mason Gooding também estrelam.
Foi lançado digitalmente em 11 de fevereiro de 2022, pela Amazon Studios. O filme recebeu críticas geralmente positivas dos críticos.

## Sinopse
O filme fala sobre um casal que se conhece à época em que foi dispensado por seu antigo amor. Ambos se juntam quando descobrem que seus parceiros anteriores estão alegres em sua amizade afetiva.

## Elenco
- Charlie Day como Peter
- Jenny Slate como Emma
- Scott Eastwood como Noé
- Gina Rodriguez as Anne
- Manny Jacinto as Logan
- Clark Backo como Gina
- Luke David Blumm como Trevor
- Giselle Torres como Chloe
- Isabel May como Leighton
- Quinn Cooke como Taylor
- Pete Davidson as Jase
- Jami Gertz as Rita
- Dylan Gelula como Lisa
- Mason Gooding como Paul
- Jordan Carlos como Mark
- Ben McKenzie como o pai de Leighton

## Produção
Em fevereiro de 2021, Jenny Slate e Charlie Day foram confirmados como protagonistas de I Want You Back, uma comédia romântica a ser lançada pela Amazon Studios. Jason Orley também foi anunciado como diretor e que adaptaria um roteiro escrito por Isaac Aptaker e Elizabeth Berger. Charlie Day, Adam Londy e Bart Lipton são produtores executivos da The Safran Company e da The Walk-Up Company. A fotografia principal começou em março de 2021 em Atlanta, Geórgia. Em 16 de abril de 2021, foi anunciado que a Savannah Regional Film Commission disse que os extras eram necessários para quatro dias de filmagem em Savannah de 27 a 30 de abril. Outros locais incluem o restaurante Publico e o Plaza Theatre em Atlanta, e a Decatur Square em Decatur.

## Lançamento
I Want You Back foi lançado em 11 de fevereiro de 2022.

## Resposta crítica
No site Rotten Tomatoes, 87% das 99 críticas dos críticos são positivas, com uma classificação média de 6,8/10. O consenso do site diz: "Com um elenco estelar interpretando personagens completos, I Want You Back é a rara comédia romântica que oferece seu romance tão habilmente quanto sua comédia". No Metacritic, o filme tem uma pontuação média ponderada de 61 em 100 com base em 22 críticos, indicando "críticas geralmente favoráveis".
Michael Phillips, do Chicago Tribune, deu ao filme 3 de 4 estrelas e escreveu: "I Want You Back nos lembra o valor das comédias românticas com o real, para não mencionar os artistas da ordem de Charlie Day e Jenny Slate".